# Robert Garcia (Boxer)
Robert Garcia (* 29. Januar 1975 in San Pedro, Los Angeles als Roberto García Cortez) ist ein ehemaliger US-amerikanischer Boxer im Leicht-, Superfeder- und Federgewicht und aktueller Boxtrainer. Er wurde von seinem Vater Eduardo García trainiert und ist der ältere Bruder von Mikey Garcia, dem WBO-Weltmeister zweier Gewichtsklassen. 
Garcia ist mexikanischer Herkunft und ehemaliger IBF-Weltmeister im Superfedergewicht.

## Amateurkarriere
Der Linksausleger hatte eine umfangreiche Amateurkarriere und boxte unter anderem gegen Óscar de la Hoya.

## Profikarriere
Garcia war ungeschlagen, als er am 13. März 1998 im Superfedergewicht durch einen einstimmigen Punktsieg über Harold Warren die vakante IBF-Weltmeisterschaft gewann. Diesen Gürtel verteidigte er durch klassischen K. o. in Runde 5 im Oktober desselben Jahres gegen Ramon Ledon und verlor ihn im Januar des darauffolgenden Jahres durch technischen K. o. in Runde 7 an Diego Corrales. 
Im Jahr 2001 beendete Robert Garcia seine aktive Karriere.

## Trainerkarriere
Robert Garcia wird zu den erfahrensten Boxtrainern weltweit gerechnet. Er arbeitete anfangs im La Colonia Gym, in Oxnard, Kalifornien. Zu den bedeutendsten Boxern, die er trainiert, gehört der Philippine Nonito Donaire. In dem von Donaire mitgegründeten und nach Garcia benannten Box-Gym in Oxnard, der Robert Garcia Boxing Academy, trainieren Spitzenboxer wie Marcos Maidana, Nonito Donaire, Roberts jüngerer Bruder Mikey Garcia, Brandon Rios und Evgeny Gradovich.

### Trainierte Boxer
Robert Garcia trainierte unter anderem folgende Boxer:
- Miguel Ángel García
- Fernando Vargas
- Brandon Ríos
- Steven Luevano
- Nonito Donaire
- Jewgeni Pawlowitsch Gradowitsch
- Kelly Pavlik
- Marcos René Maidana
- Antonio Margarito
- Hernan Marquez
- Marco Antonio Rubio
- Mia St. John
- Brian Viloria
- Joan Guzmán
- Jesús Marcelo Andrés Cuellar
- Chris Algieri
- Irving García
- Felipe Campa
- Andrew Ruiz
- Erik Ruiz
- Hanzel Martinez
- Marcos Reyes
- Victor Pasillas
- Egidijus Kavaliauskas
- Michael Kenneth Finney
- Jesús Antonio Hernández
- Ronald Ellis
- Manuel Quezada
- Allan Benitez
- Alfonso Blanco
- Alfonso Gómez
- Mark Suárez
- Francisco Contreras
- Victor Ortiz

## Auszeichnungen
Robert Garcia wurde unter anderem mit folgenden Preisen ausgezeichnet:
- Ring Magazine Welttrainer des Jahres: 2011. 2012, 2013
- BWAA Welttrainer des Jahres: 2012
- Yahoo Sports Welttrainer des Jahres: 2012